# Udvalgene vedrørende Videnskabelig Uredelighed
Udvalgene vedrørende Videnskabelig Uredelighed (UVVU) er en gruppe af tre udvalg under den danske Forskningsstyrelsen der undersøger videnskabelig uredelighed.
UVVU's arbejde styres blandt andet af Bekendtgørelse om Udvalgene vedrørende Videnskabelig Uredelighed.
Formand for udvalgene er Landsdommer Anne Birgitte Thalbitzer.
Hver af de tre udvalg består af 6 medlemmer og 6 suppleanter.
I Udvalget for Sundhedsvidenskabelig Forskning for finde man blandt andet Bente Pakkenberg.
Udvalget for Natur-, Teknologi- og Produktionsvidenskabelig Forskning har blandt andet Henrik Callesen og Peter Sestoft , mens Udvalget for Kultur- og Samfundsvidenskabelig Forskning består af Michael Møller, Signild Vallgårda, Caroline Heide-Jørgensen, Hans Henrik Edlund, Lene Koch og Erik Albæk.
UVVU er af flere forskere blevet kraftigt kritiseret for bl.a. at være blevet misbrugt af de til udvalgene knyttede forskere til at udføre straffeekspeditioner overfor konkurrerende forskere og for at hindre videnskabelig nytænkning. Yderligere er udvalgene blevet kritiseret for manglende faglig indsigt. Kritikken har bl.a. fået næring af UVVU's underkendelse i sagerne om Bjørn Lomborg og Bente Klarlund Pedersen. Som følge af kritikken blev i februar 2015 nedsat en arbejdsgruppe, der skulle vurdere mulighederne for en reform af UVVU og klagesystemet.
UVVU er siden blevet udskiftet af Nævnet for Videnskabelig Uredelighed.

## Sager
- Bjørn Lomborg
- Anders Pape Møller
- Helmuth Nyborg
- To lægers udtalelser om EDTA's virkning mod åreforkalkning.
- Milena Penkowa
- Bente Klarlund Pedersen